# Vengeance (Résistance française)
Pour les articles homonymes, voir Vengeance (homonymie).
Turma Vengeance est un réseau des Forces françaises combattantes et un mouvement de la Résistance intérieure française créé en décembre 1940 en zone occupée par le docteur Victor Dupont.

## Organisation

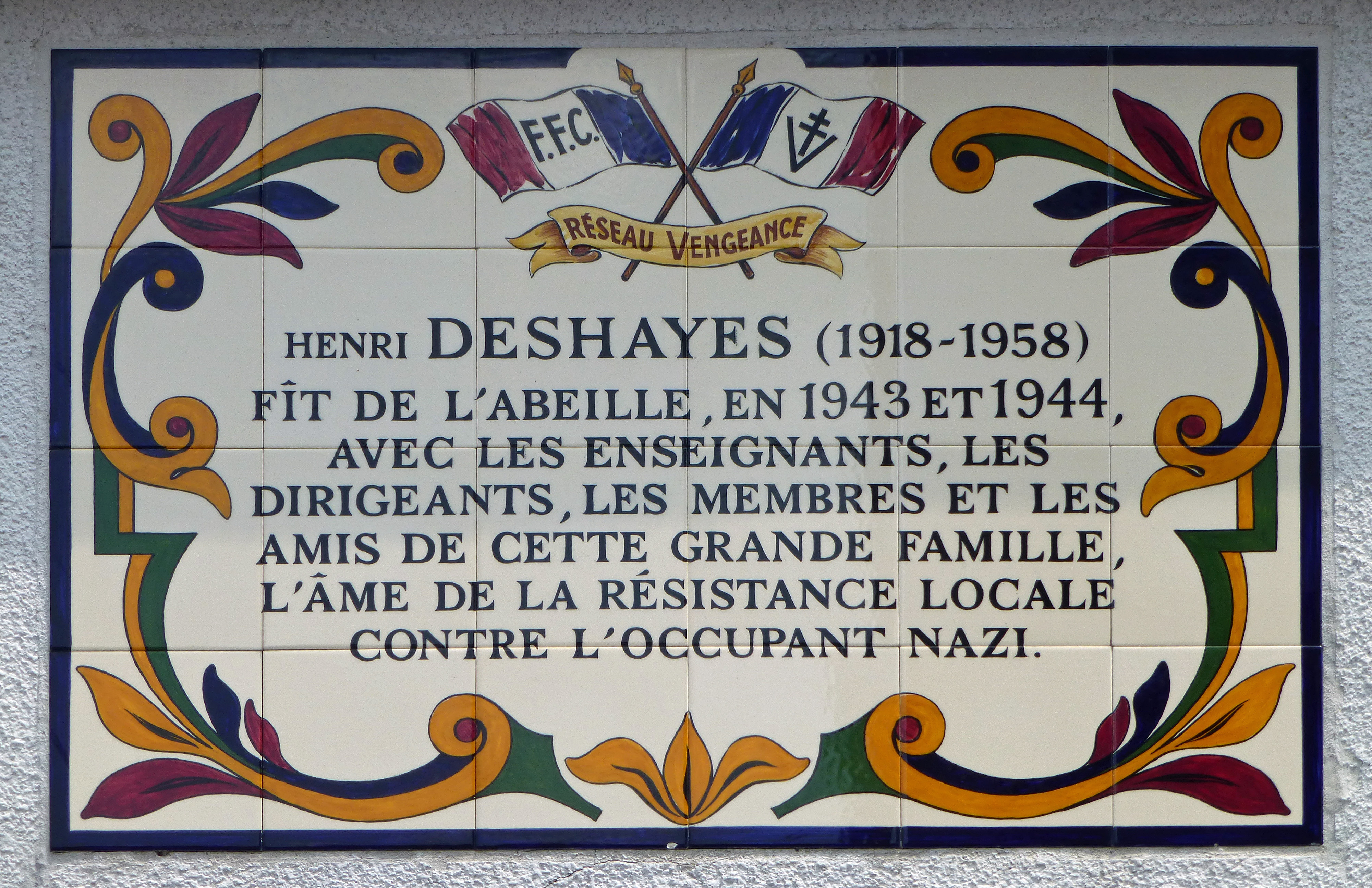
Plaque commémorative à Gien (Loiret)

Fort de plus de 30 000 membres répertoriés, le réseau Turma Vengeance fut un des tout premiers mouvements de Résistance et parmi les plus importants en nombre. Apolitique et implanté en zone occupée, ce réseau vit le jour dès janvier 1941, grâce à l'initiative de trois amis :
- le docteur Victor Dupont (1909-1976), chef et fondateur de Turma Vengeance, qui commandera jusqu'à son arrestation par le service du Renseignement ;
- le docteur Raymond Chanel (1908-1999), créateur et chef du réseau Évasion Vengeance ;
- le docteur François Wetterwald (1911-1993), créateur et chef des Corps Francs Vengeance.

Malgré les vicissitudes de la guerre, le réseau Turma Vengeance garda fidèlement ses trois missions (Renseignement, Évasion, Action), se structura avec beaucoup de rigueur, mit sur pied des unités de combat, allant même jusqu'à créer une école de formation des cadres à Cerisy-Belle-Étoile (Orne).
Il prit une part capitale dans la préparation (renseignement, sabotage,…), la conduite (poursuite du renseignement,renforcement des unités débarquées,…) et l'exploitation (mise à disposition d'unités en armes, appui direct,…) du débarquement allié en Normandie.
Le 6 juin 1944, le réseau fournit plus de 7 bataillons et de 2 compagnies en renfort aux unités alliées, sans compter les engagements individuels au sein de la 2e D.B.. Le 2e S.A.S. incorpora même dans ses rangs des combattants de Vengeance.
Le réseau Vengeance paya un lourd tribut à la libération du pays avec plus de 620 morts pour la France :
- plus de 100 fusillés,
- plus de 100 tués au combat,
- plus de 25 abattus à l'arrestation ou tués sous la torture,
- près de 400 morts en Allemagne sur plus de 800 déportés.

Avec tous ses chefs déportés ou tués, le réseau Vengeance ne put faire entendre sa voix à la Libération quand d'autres mouvements, pourtant plus récents et parfois beaucoup moins nombreux, captèrent à leur profit exclusif la gloire et une certaine reconnaissance officielle de la Patrie.
Il faudra attendre 1947 pour que le réseau Vengeance soit un peu mieux connu du grand public grâce au livre du docteur Wetterwald : Vengeance, histoire d'un Corps Franc, ouvrage dans lequel il écrit : « nous n'attendions pas des honneurs insignes, des récompenses exceptionnelles, des traitements de faveur. Nous ne nous apprêtions pas à jouer le rôle de héros nationaux. » (page 294)
Pourtant, les membres de Vengeance n'avaient pas démérité. Parmi tant de héros, certains eurent même droit à la reconnaissance officielle :
- Bernard Chevignard, chef des sections spéciales de Vengeance, Compagnon de la Libération, mort pour la France ;
- Jean Jaouen, chef de Vengeance pour le Finistère, Compagnon de la Libération, mort pour la France ;
- Claude Lerude (30 juin 1920-7 mai 1945), chef régional et membre du comité directeur de Turma-Vengeance pour l'Orléanais sous le pseudonyme clandestin de Paul VIII, son nom est donné à une rue et une école maternelle d'Orléans ainsi qu'à une rue de La Chapelle-Saint-Mesmin, mort pour la France[1], récipiendaire de la Médaille de la Résistance française[2] ;
- Le capitaine Georges Hamacek, des maquis Vengeance du Morvan, son nom sera donné à une promotion de l'École Spéciale Militaire de Saint-Cyr, mort pour la France ;
- Le lieutenant-colonel Pierre Jeanpierre, des Corps Francs Vengeance du Loiret, son nom sera donné à une promotion de l'École Spéciale Militaire Interarmes, mort pour la France ;
- Robert Keller, membre de Turma-Vengeance, qui fut la fameuse "source K" du renseignement allié, mort pour la France ;
- Henri Duvillard, des Corps Francs Vengeance du Loiret, puis ministre des Anciens combattants (1967-1972) ;
- Antoine Quinson, de Turma-Arc en Ciel, ministre des Anciens combattants et Victimes de guerre (1957-1958).
- Achille Martel, chef de section spéciale réseau Vengeance Action, 12ème cuirassier, porte drapeau de la 2ème D.B, médaillé militaire et croix de guerre. Il était surtout fier de sa femme Yvonne Martel, qui, pendant toute la guerre a logé et nourrit la section de son mari. Yvonne Martel a également fait échapper son mari et sa famille d'une perquisition et arrestation de la gestapo. Pendant l'insurrection, offre son domicile comme P.C du groupe de choc avec calme et jamais défaillance.